# Anabela Flores
Anabela Flores est une gardienne internationale argentine de rink hockey née le 12 avril 1993. 

## Palmarès
En 2016, elle participe au championnat du monde.